# 長崎市立神浦中学校
長崎市立神浦中学校（ながさきしりつ こうのうらちゅうがっこう）は、かつて長崎県長崎市神浦江川町にあった公立中学校。

## 概要
歴史
1947年（昭和22年）の学制改革（六・三制の実施）により、旧国民学校が改組され、「神浦村立神浦中学校」（新制中学校）として創立される。2012年（平成24年）に創立65周年を迎えた。2015年（平成27年）3月末に長崎市立黒崎中学校への統合により閉校。68年の歴史に幕を下ろした。
校訓
「自主・礼節・健康・勤勉」
校章
鏡を背景にして、「神中」の文字（縦書き）を置いている（神の偏（左側）は「ネ」ではなく「示」）。
校歌
作詞は中村不二男、作曲は山口小夜子による。歌詞は3番まであり、1番に校名の「神浦」が登場する。
創立者
神田十兵衛（かんだ とうべい）の私財の寄付により創立された。後に、その功績を称え大きな墓が建てられ生徒たちがお参りに行っていた時期がある。

## 沿革
- 1947年（昭和22年）4月1日 - 学制改革（六・三制）が行われる。
  - 神浦村国民学校の初等科（6ヶ年課程）を改組し、神浦村立神浦小学校とする。
  - 神浦村国民学校の高等科（2ヶ年課程）・特修科を改組し、「神浦村立神浦中学校」（新制中学校）とする。当面の間、小学校に併設される。池島に分校を設置。
- 1948年（昭和23年）5月16日 - 木造3教室を増築。
- 1949年（昭和24年）
  - 10月31日 - 長崎県立西彼杵高等学校神浦分校（定時制課程普通科・男女共学）が併設される。
  - 11月16日 - 西彼杵高校神浦分校の開校式・入学式を挙行。
- 1951年（昭和26年）4月15日 - 木造2階建て4教室を増築。
- 1955年（昭和30年）2月11日 - 神浦村と黒崎村の2村合併により外海村が発足したため、「外海村立神浦中学校」に改称。
  - 同時に、併設されていた西彼杵高校神浦分校も外海分校に改称した。
- 1959年（昭和34年） 4月1日 - 池島分校が分離し、外海村立池島中学校として独立。
- 1960年（昭和35年）5月3日 - 外海村の町制施行により外海町が発足したため、「外海町立神浦中学校」に改称。
- 1961年（昭和36年）
  - 3月31日 - 西彼杵高校外海分校の新校舎が完成し移転したため、高校分校との併設を解消[1]。
  - 5月18日 - 神浦向郷に小学校の新校舎が完成し移転したため、小学校との併設を解消。
- 1967年（昭和42年）3月1日 - 鉄筋コンクリート造3階建て6教室が完成。
- 1968年（昭和43年）8月10日 - プールが完成。
- 1970年（昭和45年）1月9日 - 完全給食を開始。
- 1972年（昭和47年）3月10日 - 体育館が完成。
- 2005年（平成17年）1月4日 - 外海町が長崎市に編入されたことに伴い、「長崎市立神浦中学校」（現校名）に改称。
- 2015年（平成27年）
  - 3月24日 - 閉校式を挙行。
  - 3月31日 - 長崎市立黒崎中学校への統合により、閉校。

## アクセス
最寄りのバス停
- 長崎市コミュニティバス 外海線 「神の浦」バス停
- 長崎自動車（長崎バス）「神の浦」バス停

最寄りの国道・県道
- 国道202号
- 長崎県道57号神ノ浦港長浦線

## 周辺
- 長崎市役所外海行政センター
- 長崎市消防局 北消防署 神浦派出所
- 神浦郵便局
- 長崎市立神浦小学校
- 神浦・黒崎小中学校給食共同調理場
- 神浦川

## 参考資料
- 「外海町史」（外海町役場、1974年（昭和49年）10月1日発行）

## 関連事項
- 長崎県中学校の廃校一覧